# 百日菊
百日菊（学名：Zinnia elegans），又稱百日草，为菊科百日菊属下的一种一年生草本植物。它原產於墨西哥，後來作為觀賞植物引種到世界其他地區。

## 外部連接
- 維基物種上的相關：百日菊